# Herrnbräu
 (avril 2021).
Si vous disposez d'ouvrages ou d'articles de référence ou si vous connaissez des sites web de qualité traitant du thème abordé ici, merci de compléter l'article en donnant les références utiles à sa vérifiabilité et en les liant à la section « Notes et références ».
Herrnbräu GmbH & Co. KG est une brasserie à Ingolstadt, dans le Land de Bavière.

## Histoire
En 1471, la brasserie Danielbräu est fondée ; celle-ci fusionne avec Herrnbräu en 1873 pour former Actienbrauerei Ingolstadt. L'histoire de la marque Herrnbräu elle-même ne commence qu'au XVIIe siècle. En 1817, Herrnbräu crée un restaurant et une brasserie attenante dans le Georgianum après que le séminaire qui y était auparavant avec l'université déménage à Landshut et Munich. En 1882, une deuxième brasserie à part, la Bürgerliche Brauhaus Ingolstadt, est fondée à Ingolstadt. En 1899, l'Actienbrauerei Ingolstadt transfère ses actifs à la Bürgerliches Brauhaus Ingolstadt. En 1929, la Bürgerliches Brauhaus Ingolstadt reprend le Weißbräuhaus sur la Dollstraße. Depuis le milieu des années 1960, la brasserie vend ses bières de manière uniforme sous la marque Herrnbräu. À peu près au même moment, la brasserie part de la vieille ville vers le parc industriel de la Manchinger Straße. Depuis 1997, la brasserie produit également des boissons non alcoolisées sous le nom de Bernadett Brunnen. Le 1er janvier 2003, Bürgerliche Brauhaus Ingolstadt AG scinde l'activité de brasserie opérationnelle en Herrnbräu GmbH & Co. KG, mais reste une filiale à 100% de BBI. Le 1er avril 2008, Herrnbräu acquiert les droits de marque de la brasserie d'Ingolstadt Ingobräu. Pour marquer le 500e anniversaire du Reinheitsgebot, en 2016, Herrnbräu construit une nouvelle brasserie dans l'une des brasseries d'origine, la Gasthaus Daniel.
Herrnbräu est une filiale à 100% de la société cotée BHB Brauholding Bayern-Mitte AG et gère ses activités opérationnelles.

## Bières
| - Hefeweißbier Hell - Hefeweißbier Dunkel - Leichtes Weizen - Hefeweißbier Alkoholfrei |  | - Pantherweisse - Kristall Weizen - Schneewalzer - Helles |  | - Dunkel - Römergold - Premium Pils - Tradition |  | - Radler - Herrnbräu Gold - Helles alkoholfrei - Zwickel |